# Vragova nevesta
Vragova nevesta je štajerska ljudska pravljica. Objavljena je v zbirki z naslovom V deveti deželi, ki jo je izdala Mladinska knjiga leta 1995. Zbirko je uredila Marija Stanonik. Objavljena je tudi v zbirki Slovenske pravljice, ki je izšla v Ljubljani pri Novi reviji leta 2002. Pravljice je zbrala in uredila Jana Unuk.
Pravljico je zapisal Franc Rojko v Vurberku leta 1983.

## Vsebina
Med predicami, ki so v starih časih predle, je bila tudi dekle Ilijanka. Zaradi svoje lepote je bila nesrečna, saj ni nihče hotel z njo plesati, ker so fantje mislili, da jih bo zavrnila. Na njeno željo, da bi plesala s samim vragom, se to tudi zgodi. Ker noče postati njegova žena, izgubi starše, umre pa tudi sama. Čez čas je na njenem grobu zrasla bela lilija. Prav v tistem času je živel mlad grof, kateremu sta zaradi bolezni umrla starša. Na robu pokopališča, kamor je zahajal vsak dan, je v živi meji zagledal belo lilijo in jo odnesel domov v vazo. Skrit za zaveso je opazoval kako je iz bele lilije stopilo dekle, pokusilo njegovo kosilo in se vrnilo nazaj v lilijo. Bila je Ilijanka, ki je bila zakleta. Po posvetu z župnikom je grof Ilijanko rešil prekletstva in se z njo poročil. Ko je Ilijanka kljub preprogi, ki je bila pogrnjena od kočije do cerkve, stopila na zemljo, se je vrag vrnil. Vendar je izgubil svojo moč, ker so bili svatje že v cerkvi. Po poroki sta Ilijanka in grof srečno živela, v vazi pa sta vedno imela bele lilije.

## Analiza pravljice po Brunu Bettelheimu
Zgodba se začne  z realistično situacijo, s kmečkim blagostanjem. Vaščani so zbrani pri kmetu. Ženske predejo, fantje pojejo. Ko končajo z delom, še zaplešejo. Med njimi je tudi dekle Ilijanka, ki je tako lepa, da si jo noben fant ne upa vprašati za ples, ker se bojijo njene zavrnitve. Kmalu se pravljica s svojim preprostim in resničnim začetkom nadaljuje s fantastičnim dogodkom. Glavna književna oseba zabrede v hudo nevarnost. Takoj, ko Ilijanka reče, da bi tudi s samim vragom plesala, če bi jo prosil za ples, se ta res pojavi. Nič ne more preprečiti, da se to ne bi zgodilo. Vrag se pojavi kot mlad fant, oblečen v lovsko obleko. Ko vidi, da ne bo mogel dobiti lepe Ilijanke za ženo, prijaznega mladeniča zamenja zloben vrag, ki bi rad zagospodoval nad dekletom.
Vrag Ilijanko postavi pred tri preizkušnje. Ker ga Ilijanka nikoli ne uboga, ji umrejo starši in na koncu še sama. Če bi se pravljica z izpolnitvijo zlobnih želja končala, bi bila zgodba s poučnim koncem, ki bi nas svarila pred našimi negativnimi čustvi. Ilijanka ima srečo, da jo sosedje ubogajo in je ne odnesejo čez domači prag, ne po cesti in jo ne pokopljejo na pokopališču, drugače bi jo vrag našel.  
Ilijanka je v pravljici najbolj zaželena ženska, ki jo ima v oblasti hudobni lik, ki je poosebljanje uničevalnih vidikov. 
Vendar Ilijanka ni umrla. Spremenila se je v belo lilijo. Bela barva simbolizira njeno čistost, lilija pa njeno milino. To rožo najde grof takrat, ko tudi sam potrebuje tolažbo, saj zaradi bolezni ostane brez staršev. Odnese jo na svoj dom. Sledi nenadni veseli preobrat. Po posvetu z župnikom grof Ilijanko reši  in ji na ta način izkaže ljubezen. Tudi Ilijanka je bila vesela, saj ni postala vragova žena, pač pa grofova. Čeprav je grof le stranska književna oseba, nam pove, da je zaljubljenost nekaj, kar se preprosto zgodi. 
Našla sta se dva osamljena človeka. Konec nam želi povedati, da če hoče biti človek srečen, ne sme biti osamljen, kajti človek brez sočloveka sameva. 
Sledi poroka. Ker Iljianka stopi čez rob preproge, se vrag vrne. Svatje mu uidejo v cerkev in vrag izgubi moč. Vrag je enako upravičeno kaznovan kot je Ilijanka rešena. Vrag sam pade v jamo, ki jo je kopal Ilijanki. Hotel jo je pogubiti, sedaj je pogubljen on sam. Tako zmaga pravica in junakoma nič več ne preprečuje, da bi srečno živela.
Na koncu  pravljice se junak vrne v resničnost v kateri ni več čudežnih elementov.
O njunem nadaljnjem življenju pa izvemo le to, da imata v vazi, kot spomin na srečen dogodek,  vedno bele lilije. 
Tako kot veliko drugih pravljic tudi Vragova nevesta vsebuje Tolkeinove vidike, ki so potrebni za dobro pravljico. To so: domišljija, pobeg, ozdravljenje in tolažba. Tolažba je mogoča, ko se v svet povrne pravi red, k temu pa pripomore kaznovanje vraga. Glavna tolažba je sreča in zadovoljstvo glavnih likov, kar simbolizira uskladitev nasprotnih osebnosti: moškega in ženskega načela.

## Liki

### Glavni lik
Ilijanka je glavna književna oseba. Je zelo lepa. Ljudje so jo imeli radi, ker ni bila ošabna ali prevzetna. Hotela je biti kot druga dekleta, da bi tudi njo fantje povabili na ples. Vendar so se bali njene zavrnitve. Njeno življenje popolnoma spremeni nepremišljena izjava, da bi odšla plesat tudi z vragom. Ker noče postati vragova nevesta, izgubi starše. Umre tudi sama. Vendar se na koncu izkaže, da jo je vrag le zaklel in da je v obliki bele lilije čakala na rešitev.

### Stranski liki
Vrag je stranski lik, ki pooseblja zlo. Pojavi se takoj, ko Ilijanka reče, da bi plesala tudi z vragom. Dekle se mu zdi lepa in jo hoče dobiti za svojo ženo. Najprej se predstavi kot mlad fant, kasneje pa se izkaže, da je hinavec in je v resnici vrag. Moč izgubi šele, ko so svatje že v cerkvi.
Grof je mlad fant, ki ostane brez staršev. Ker jih je imel zelo rad, vsak dan obišče njun grob. Življenje mu spremeni bela lilija, ki jo odtrga v živi meji na robu pokopališča. Po posvetu z duhovnikom reši zakleto dekle in se z njo tudi poroči.
Župnik ima vlogo moža, ki je zelo moder. Brez njega ne bi grof rešil Ilijanke in zgodba se ne bi končala s poroko. Grof odide dvakrat k njemu po nasvet. Prvič mu pove, da je bela lilija le zakleta duša in da jo lahko reši. Drugič pa jim da nasvet, da naj od kočije do cerkve pogrnejo preprogo, saj nevesta ne sme stopiti na zemljo.
Ilijankini in grofovi starši ter Ilijankini sosedje, ki jo pokopoljejo, so samo omenjeni.

## Interpretacija
- Pripovedovalec: tretjeosebni oziroma vsevedni.
- Književni prostor: vas.
- Književni čas: ni jasno določen. Dogaja se v starih časih, ko naši predniki še niso poznali tekstila.
- Glavni lik: lepo dekle Ilijanka.
- Stranski liki: vrag, grof, župnik, Ilijankini in grofovi starši, Ilijankini sosedje.
- Slog

- Okrasni pridevki: stari časi, dolgi zimski večeri, utrudljivo delo, prelepa deklica, velika kmečka peč, bela lilija, stari župnik, velika zavesa.
- Pomanjševalnice: deklica, košarica.
- Ljudska števila: deveta vas, vrag trikrat pride po Ilijanko, edini sin. Grof tri dni opazuje Ilijanko ter jo šele tretji dan reši.

- Glavni motivi: motiv lepote, ki je ovira, motiv zlobnega lika - vraga, motiv preoblečanega vraga, motiv smrti in prekletstva, motiv bele lilije, motiv ljubezni med grofom in Ilijanko, motiv poroke in srečnega življenja.
- Pomembni dogodki: najpomembnejši dogodek v pravljici je trenutek, ko Ilijanka izreče stavek: »Ko bi prišel sam vrag, pa bi šla plesat.« Takrat se začne zaplet. Pomemben dogodek je tudi, ko grof zagleda belo lilijo v živi meji in jo odnese domov. Brez tega dejanja bi Ilijanka ostala zakleta.

## Motivno - tematske povezave
Motiv vragove poroke je prisoten v ljudski pravljici Vrag se ženi, kjer bi vrag prav tako rad dobil ženo. Trikrat poskusi, vendar je na koncu poražen.
V pravljici Vrag se ženi je prisoten tudi motiv preoblečenega vraga. Preobleče se v grofa. 
V slovenskih ljudskih pravljicah je velikokrat prisotno prekletstvo: S kačo se je oženil, Začarani grad, Grofič prašič, Pravljica o žabi. Tudi v svetovni mladinski književnosti se pojavlja motiv prekletstva: Bratec in sestrica, Trnuljčica, Žabji kralj. Pri vseh teh pravljicah človeška duša biva v živalih, predmetih ali v na videz mrtvih telesih in čaka na rešitelja. Junak, ki reši zakleto dušo, je na koncu za svoje dejanje nagrajen. 
Tako kot je v pravljici Vragova nevesta grof takoj pripravljen pomagati zakleti duši, tako je tudi v slovenski ljudski pravljici Začarana kača svinjski pastir takoj pripravljen rešiti začarane sestre.  
V koroški ljudski pravljici Zaklete duše se prav tako pojavi motiv nepremišljenih besed. Poštenjak, ki je v življenju veliko pretrpel in je izgubil vero v življenje, si je sam pri sebi rekel, da bi se najraje v zemljo pogreznil, da ne bi več videl sveta. To se mu tudi zgodi. Iz podzemlja se vrne šele čez petsto let.

## Izdaje
Pravljica Vragova nevesta je vedno objavljena v zbirkah skupaj z drugimi slovenskimi pravljicami.
- V deveti deželi: Sto slovenskih pravljic iz naših dni, Mladinska knjiga, 1995.
- Slovenske pravljice, Nova revija, 2002.